# Мужская сборная Гайаны по хоккею на траве
Мужская сборная Гайаны по хоккею на траве — мужская сборная по хоккею на траве, представляющая Гайану на международной арене. Управляющим органом сборной выступает Федерация хоккея на траве Гайаны (англ. Guyana Hockey Board).

## Результаты выступлений

### Панамериканские игры
- 1967 — не участвовали
- 1971 — 8-е место
- 1975 — 7-е место
- 1979—1987 — не участвовали
- 1991 — 10-е место
- 1995—2015 — не участвовали

### Игры Центральной Америки и Карибского бассейна
- 1982—1990 — не участвовали
- 1993 — 5-е место[1]
- 1998—2014 — не участвовали